# Michal Csáder
Michal Csáder es un deportista eslovaco que compitió para Checoslovaquia en voleibol adaptado. Ganó dos medallas en los Juegos Paralímpicos de Verano, bronce en Barcelona 1992 y plata en Atlanta 1996.

## Palmarés internacional
| Representando a Checoslovaquia |                          |                   |                         |
| Juegos Paralímpicos            |                          |                   |                         |
| Año                            | Lugar                    | Medalla           | Competición             |
| 1992                           | Barcelona (España)       | Medalla de bronce | Torneo masculino de pie |
| Representando a Eslovaquia     |                          |                   |                         |
| Juegos Paralímpicos            |                          |                   |                         |
| Año                            | Lugar                    | Medalla           | Competición             |
| 1996                           | Atlanta (Estados Unidos) | Medalla de plata  | Torneo masculino de pie |